# 28740 Nathansperry
28740 Nathansperry este un asteroid din centura principală de asteroizi.

## Descriere
28740 Nathansperry este un asteroid din centura principală de asteroizi. A fost descoperit pe 12 aprilie 2000 la Socorro, New Mexico, în cadrul proiectului LINEAR. Asteroidul prezintă o orbită caracterizată de o semiaxă mare de 2,74 ua, o excentricitate de 0,03 și o înclinație de 6,6° în raport cu ecliptica.